# Ruth Dreifuss
Ruth Dreifuss (ur. 9 stycznia 1940) – szwajcarska polityk.
Została wybrana do Szwajcarskiej Rady Związkowej 10 marca 1993 jako druga kobieta w historii. Kierowała departamentem spraw wewnętrznych do czasu rezygnacji 31 grudnia 2002. Nominowana z ramienia Szwajcarskiej Partii Socjaldemokratycznej.
W 1999 sprawowała urząd przewodniczącej Szwajcarskiej Rady Związkowej (Prezydent Szwajcarii).
Z wykształcenia ekonomistka, specjalistka od kwestii pracowniczych i związkowych.